# Mundkurella mohgaoensis
Mundkurella mohgaoensis är en svampart som beskrevs av Chitaley & Yawale 1978. Mundkurella mohgaoensis ingår i släktet Mundkurella och familjen Urocystidaceae.   Inga underarter finns listade i Catalogue of Life.